# Jack McKenzie (ishockeyspelare)
Jack McKenzie, född 22 juli 1930 i High River i Alberta, död 11 november 2010, var en kanadensisk ishockeyspelare.
McKenzie blev olympisk bronsmedaljör i ishockey vid vinterspelen 1956 i Cortina d'Ampezzo. Han blev även världsmästare 1958 i Oslo när Whitby Dunlops representerade Kanada.